# Bronisław Orda
Bronisław Jan Orda (ur. 28 sierpnia 1928, zm. 22 lutego 1982) – pułkownik nawigator inżynier lotnictwa ludowego Wojska Polskiego.

## Życiorys
Ukończył studia z tytułami magistra i inżyniera. Awansowany na stopień pułkownika nawigatora. Sprawował stanowisko dyrektora naczelnego WSK „PZL-Świdnik”.
22 lutego 1982 zginął w tragicznym wypadku podczas pełnienia obowiązków służbowych. Został pochowany na cmentarzu Wilkowyja w Rzeszowie. Jego żoną była Zofia Aniela (1934-2009).

## Odznaczenia
- Krzyż Kawalerski Orderu Odrodzenia Polski
- Złoty Krzyż Zasługi
- Srebrny Krzyż Zasługi
- Złoty Medal Siły Zbrojne w Służbie Ojczyzny
- Srebrny Medal Siły Zbrojne w Służbie Ojczyzny
- Brązowy Medal Siły Zbrojne w Służbie Ojczyzny
- Srebrny Medal „Za zasługi dla obronności kraju”
- Brązowy Medal „Za zasługi dla obronności kraju”
- Odznaka „Zasłużony dla województwa rzeszowskiego”
- Odznaczenia wojskowe i regionalne.